# Nino Rota
Giovanni „Nino” Rota Rinaldi (Milánó, 1911. december 3. – Róma, 1979. április 10.) olasz zeneszerző. Filmzenéi tették világhírűvé.

## Élete
Nino Rota 1911. december 3-án született Milánóban zenész család gyermekeként.
1929-ben Rómában tanult a Santa Cecillia konzervatóriumban Alfredo Casellától. Közben híres zeneszerzővé és karmesterré vált Milánóban. Első oratóriumát a L’infanzia di San Giovanni Battistát, valamint az Il Principe Porcaro című komédiáját még ma is játsszák Milánóban és Párizsban is.
1930 és 1932 között az USA-ban élt, ahol a philadelphiai Curtis Intézetben tanulta a zeneszerzést Rosario Scalerótól és Fritz Reinertől. Ezután visszatért Olaszországba, ahol a milánói egyetemben diplomát szerzett irodalomból. 1937-ben kezdett tanítani a bari konzervatóriumban, amelynek 1950-től haláláig igazgatója volt. A bari évek alatt sok operát és balettet komponált, amelyek közül a leghíresebbek az Aladino e la lampada magica és a La visita meravigliosa.
Az 1940-es években kezdett el filmzenéket komponálni a leghíresebb olasz rendezők munkáihoz. Dolgozott Federico Fellinivel, Castellanival, Franco Zeffirellivel. Olyan mesterművek zenéjét szerezte, mint Az édes élet (1960), a 8½ (1963), a Rómeó és Júlia (1968), valamint A Keresztapa (1972). Élete legnagyobb alkotása talán a Francis Ford Coppola által rendezett maffiatrilógia első két részének zenéje. Az első részért még nem, azonban a másodikért már átvehette az Oscar-díjat (Carmine Coppolával megosztva). Amikor az első film zenéjéért jelölték 1972-ben, a jelölést visszavonták, miután kiderült, hogy Rota az 1958-as Fortunella című film zenéjét használta fel (így nem versenyezhetett az eredeti filmzene kategóriában).
Fellinihez szoros barátság is fűzte. A rendező temetésén Giulietta Masina az Improvviso dell'Angelo című Nino Rota-művel búcsúztatta elhunyt férjét. 
Rota élete utolsó éveiben számos nagy költségvetésű hollywoodi, illetve nemzetközi produkcióban dolgozott, többek közt a Waterloo (1970), Halál a Níluson (1978) vagy a Hurrikán (1979) zenéjét szerezte.

## Filmzenéi
- Fellini meséi (2000)

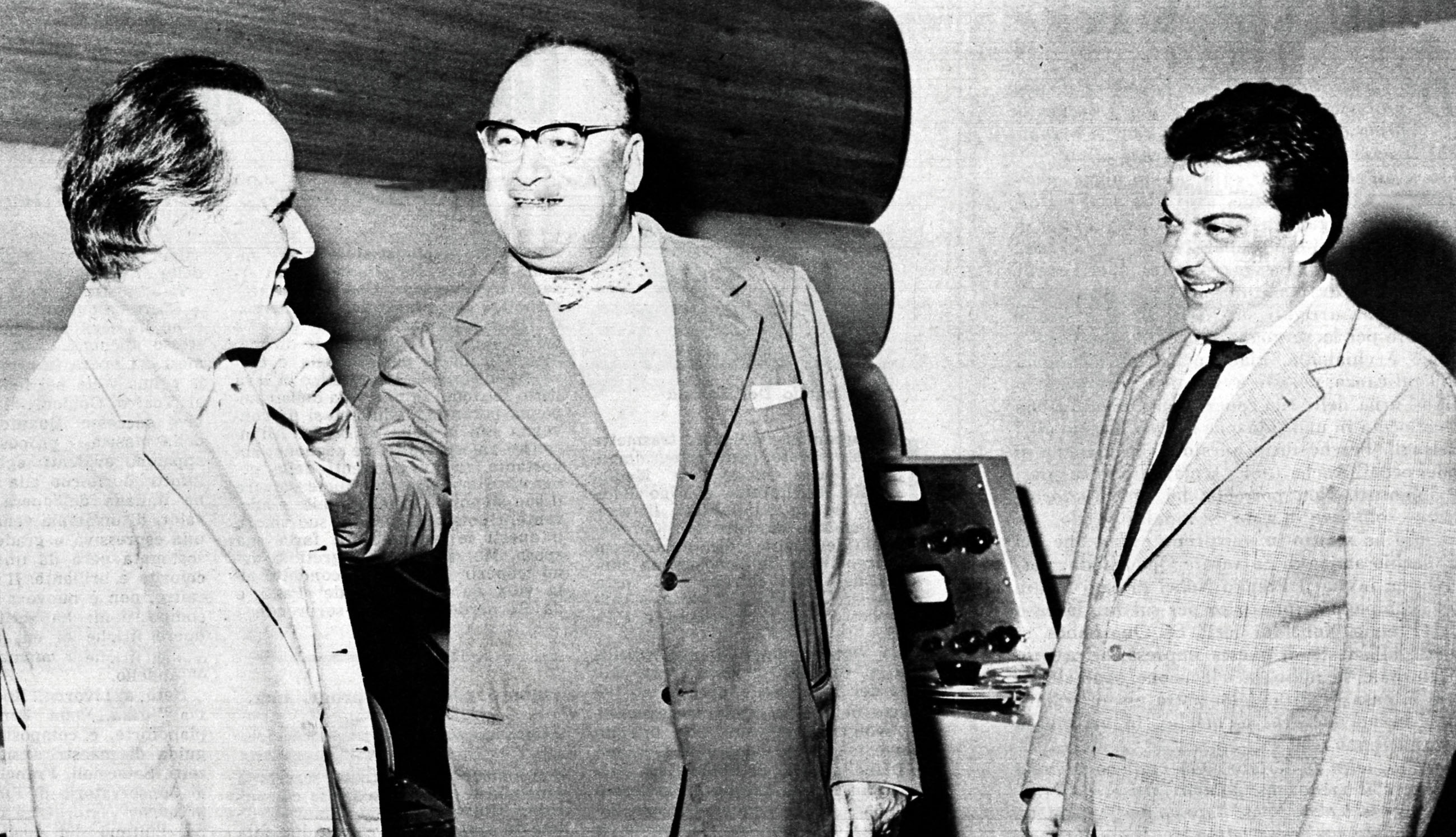
Nino Rota, Riccardo Bacchelli és Bruno Maderna, 1963-ban

- The Godfather trilogy: 1901-1980 (1992)
- Jelenetek egy áruházból (1991)
- A polip (1984)
- Ten to Survive (1979)
- Hurrikán (1979)
- Zenekari próba (1978)
- Halál a Níluson (1978)
- Las alegres chicas de 'El Molino' (1976)
- Alle origini della mafia (1976)
- Ragazzo di Borgata (1976)
- Fellini-Casanova (1976)
- Kedves Michele (1976)
- A Keresztapa II. (1974)
- The Abdication (1974)
- Sunset, Sunrise (1973)
- Amarcord (1973)
- Film a szerelemről és az anarchiáról (1973)
- A Keresztapa (1972)
- Fellini-Róma (1972)
- Bohócok (1970)
- Waterloo (1970)
- Paranoia (1969)
- Fellini-Satyricon (1969)
- Rómeó és Júlia (1968)
- Különleges történetek (1968)
- Makrancos hölgy (1967)
- Spara forte, più forte, non capisco (1966)
- Júlia és a szellemek (1965)
- Ma, holnap, holnapután (1965)
- A Midsummer Night's Dream (1964)
- Il giornalino di Gian Burrasca (1964)
- Il maestro di Vigevano (1963)
- A párduc (1963)
- 8½ (1963)
- Mafioso (1962)
- L’isola di Arturo (1962)
- The Reluctant Saint (1962)
- Boccaccio '70 (1962)
- The Best of Enemies (1961)
- Il brigante (1961)
- Fantasmi a Roma (1961)
- Rocco és fivérei (1960)
- Sotto dieci bandiere (1960)
- Ragyogó napfény (1960)
- Az édes élet (1960)
- Un ettaro di cielo (1959)
- La grande guerra (1959)
- A törvény az törvény (1958)
- Gli italiani sono matti (1958)
- El Alamein (1958)
- This Angry Age (1958)
- Fortunella (1957)
- Fiatal férjek (1957)
- Italia piccola (1957)
- Az orvos és a sarlatán (1957)
- Fehér éjszakák (1957)
- Cabiria éjszakái (1957)
- Il momento più bello (1957)
- Città di notte (1956)
- Londra chiama Polo Nord (1956)
- Háború és béke (1956)
- La bella di Roma (1955)
- Un eroe dei nostri tempi (1955)
- Io piaccio (1955)
- Accadde al penitenziario (1955)
- Amici per la pelle (1955)
- Szélhámosok (1955)
- L’amante di Paride (1954)
- Appassionatamente (1954)
- Cento anni d'amore (1954)
- Le due orfanelle (1954)
- La grande speranza (1954)
- Mambo (1954)
- La nave delle donne maledette (1954)
- Vergine moderna (1954)
- Via Padova 46 (1954)
- Proibito (1954)
- Országúton (1954)
- Anni facili (1953)
- La domenica della buona gente (1953)
- Riscatto (1953)
- Scampolo 53 (1953)
- Star of India (1953)
- Elsőszámú közellenség (1953)
- Musoduro (1953)
- A bikaborjak (1953)
- Fanciulle di lusso (1953)
- Apa lett a fiam (1953)
- Gli angeli del quartiere (1952)
- Jolanda la figlia del corsaro nero (1952)
- Marito e moglie (1952)
- Noi due soli (1952)
- La regina di Saba (1952)
- I sette dell'orsa maggiore (1952)
- Something Money Can't Buy (1952)
- The Stranger's Hand (1952)
- I tre corsari (1952)
- Venetian Bird (1952)
- A fehér sejk (1952)
- Anna (1951)
- Donne e briganti (1951)
- Filumena Marturano (1951)
- Il monello della strada (1951)
- The Small Miracle (1951)
- Totò e i re di Roma (1951)
- Valley of Eagles (1951)
- Era lui… si! si! (1951)
- Campane a martello (1950)
- Due mogli sono troppe (1950)
- È arrivato il cavaliere! (1950)
- È più facile che un cammello… (1950)
- Napoli milionaria (1950)
- Peppino e Violetta (1950)
- Kutyaélet (1950)
- Come scopersi l'America (1949)
- The Glass Mountain (1949)
- Quel bandito sono io (1949)
- I pirati di Capri (1949)
- Obsession (1949)
- Anni difficili (1948)
- Arrivederci, papa! (1948)
- Tavasz van (1948)
- L’eroe della strada (1948)
- Menekülés Franciaországba (1948)
- Molti sogni per le strade (1948)
- Proibito rubare (1948)
- Nincs irgalom (1948)
- Totò al giro d'Italia (1948)
- Amanti senza amore (1947)
- Come persi la guerra (1947)
- Daniele Cortis (1947)
- Il delitto di Giovanni Episcopo (1947)
- Vivere in pace (1947)
- Albergo Luna, camera 34 (1946)
- Un americano in vacanza (1946)
- Mio figlio professore (1946)
- La primula bianca (1946)
- Roma città libera (1946)
- Sotto il sole di Roma (1946)
- Vanità (1946)
- Le miserie del signor Travet (1945)
- Lo sbaglio di essere vivo (1945)
- La donna della montagna (1943)
- La freccia nel fianco (1943)
- Zazà (1943)
- Il birichino di papa (1942)
- Le due orfanelle (1942)
- Giorno di nozze (1942)
- Treno popolare (1933)

## Főbb díjai
- Ezüst Szalag díj (1969) Rómeó és Júlia
- Golden Globe-díj (1973) A Keresztapa
- Grammy-díj (1973) A Keresztapa
- Oscar-díj (1975) A Keresztapa II.
- David di Donatello-díj (1977) Fellini-Casanova